# Dispečer letecké dopravy
Letecký dispečer, oficiálně dispečer letecké dopravy, je člověk, který pracuje na operačním středisku nějakého leteckého dopravce. Nejde tak o řídícího letového provozu, který pracuje naopak ve středisku řízení letového provozu (ať už jde o věž či oblastní středisko). Dispečeři pro dopravce plánují lety, podávají letové plány a následně s nimi pracují. Během své práce mohou komunikovat s posádkou a dalšími subjekty leteckého provozu (řízení letového provozu, technický úsek dopravce, handling na letišti...). V malých společnostech práci dispečera může zastávat sám pilot.
Dispečeři mohou být licencovaní, ale podle dnešní legislativy již nemusejí a Úřad pro civilní letectví již licence nevydává. Dispečeři musejí projít teoretickou přípravou a následně krátkým zaučováním v reálném provozu. Dispečeři pak používají různé aplikace pro plánování tras či výpočet různých informací a nastavitelných parametrů. Velmi důležitým zdrojem informací pro dispečery v Evropě je webová aplikace NOP Portal (Network Operations Portal), která je provozována Eurocontrolem. Dispečer pak v případě chybného naplánování letu musí plánek opravit podle aktuálně stanovených pravidel. Eurocontrol zároveň může plánku přiřadit nějaký slot, ve kterém musí být let proveden (lze ještě měnit diskuzí mezi řízením letového provozu a dispečerem), či dispečerovi doporučit určitý postup pro zlepšení časů vzletu a příletu letu. 